# Jakob Grunert
Jakob Grunert (* 1980 in Berlin) ist ein deutscher Filmkomponist, Musiker und Regisseur von Musikvideos.

## Leben
Jakob Grunert studierte Kommunikationsdesign in Hamburg und absolvierte danach ein Filmstudium am Pratt Institute in New York City. Seit 2006 ist er mit dem Rap-Satire-Projekt Icke & Er als Er (Ronny Schneider) aktiv. Mit dem Titel Richtig Geil wurden sie im Internet bekannt.
Seit 2009 ist Grunert als Filmkomponist tätig, darunter für diverse Tatort-Episoden. 2011 hatte er die Regie für das Musical Icke – die Oper in der Volksbühne Berlin.
Seit 2012 ist Grunert Regisseur von Musikvideos. Als Mitglied von Der Tourist war er am Titel Supergeil von Friedrich Liechtenstein beteiligt. Auch bei dem Berliner Künstler Romano war er als Komponist und Produzent aktiv.
2021 erschien das Album Nobody Is Not Loved von Solomun, der bei der Arbeit an dem Album von Grunert und Siriusmo unterstützt wurde. Darüber hinaus ist Grunert für das Musikvideo zum Albumtitel Ocean verantwortlich.

## Filmografie (Auswahl)

### Filmmusik
- 2009: Tatort: Häuserkampf
- 2011: Wadim
- 2013: Tatort: Er wird töten
- 2014: Tatort: Alle meine Jungs
- 2017: Tatort: Dein Name sei Harbinger
- 2021: Nebenan

### Musikvideos
- 2012: Solomun: Kackvogel
- 2013: Der Tourist feat. Friedrich Liechtenstein: Supergeil
- 2013: Siriusmo: Itchy/Cornerboy
- 2014: Der Tourist feat. Friedrich Liechtenstein: Supergeil
- 2015: Romano: Metalkutte
- 2015: Romano: Klaps auf den Po
- 2016: Kollektiv Turmstrasse: Sorry I am Late
- 2016: Moderat: Running
- 2018: Dendemann: Keine Parolen
- 2019: Seeed: G€ld
- 2021: Marteria: Niemand bringt Marten um
- 2021: Solomun: Ocean
- 2022: Peter Fox feat. Inéz: Zukunft Pink

## Diskografie
- 2016: Grunert (EP, Hong Kong Recordings)
- 2017: Construction Kit (Album, Hong Kong Recordings)